# Salvatore Giunta

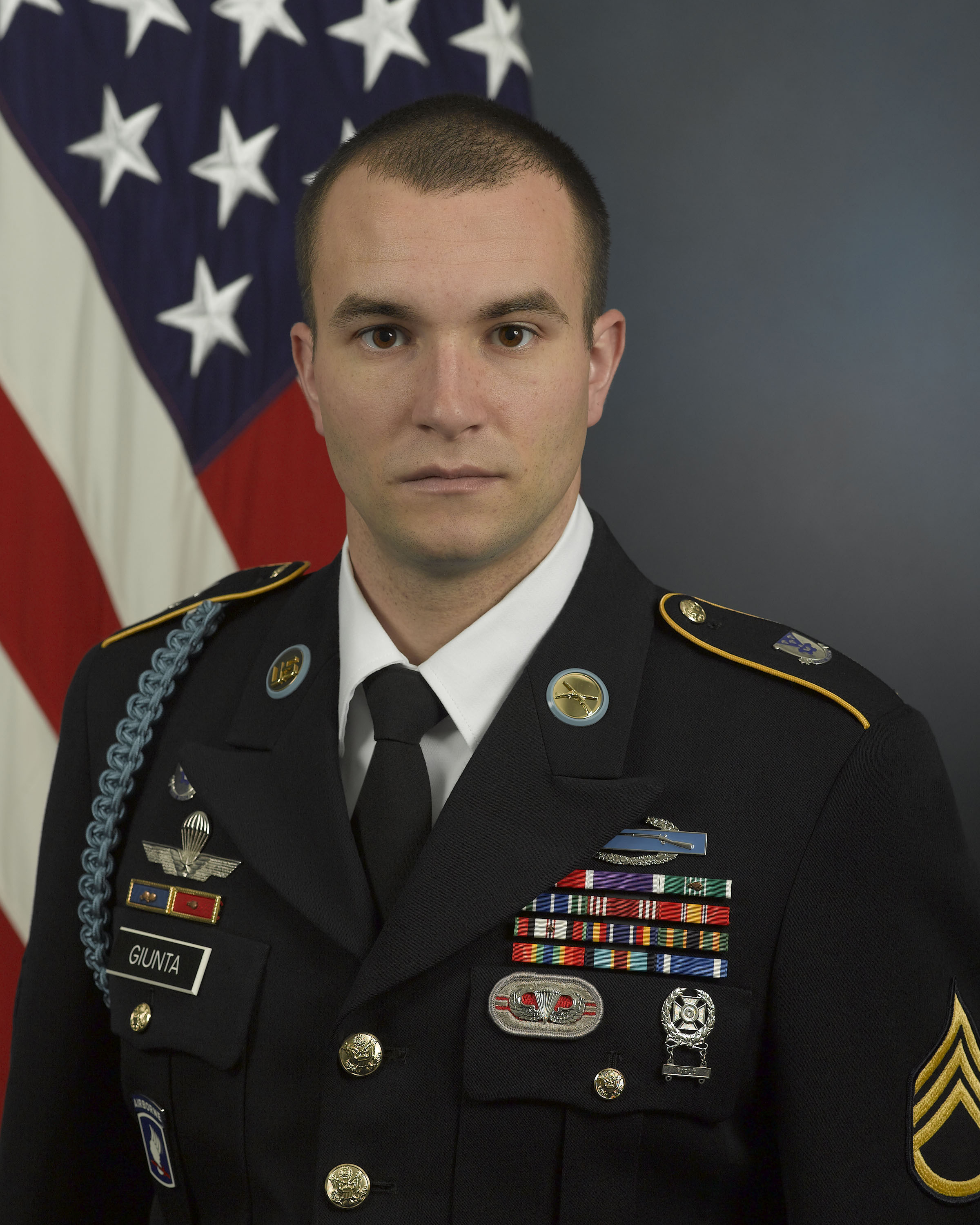
Salvatore Giunta.

Salvatore Giunta, född den 21 januari 1985 i Clinton i Iowa, är en amerikansk soldat. Han är den förste levande soldat efter Vietnamkriget att motta utmärkelsen Medal of Honor. Utmärkelsen som han mottog i Vita Huset av USA:s president Barack Obama fick han för att han under sin tjänst i kriget i Afghanistan räddat två personer i sin stab.